# 落合政親
落合 政親（おちあい まさちか）は、戦国時代の武将。下野宇都宮氏支流横田氏傍流落合氏当主。

## 概要
落合業親の嫡男。下野宇都宮氏17代当主宇都宮成綱の孫にあたる。
慶長2年(1597年)、主君の今泉高光が宇都宮氏の養子問題で国綱の弟芳賀高武の逆鱗に触れ、同年5月2日に高武は大軍を率いて上三川城へ夜襲を仕掛けてきた。その際に今泉氏の将として駆けつけて芳賀氏相手に奮戦するが、数の差を覆せず上三川城は落城。最期は今泉氏の菩提寺である長泉寺で主君の今泉高光や今泉諸将計15名は自害した。